# Transparantie (optiek)

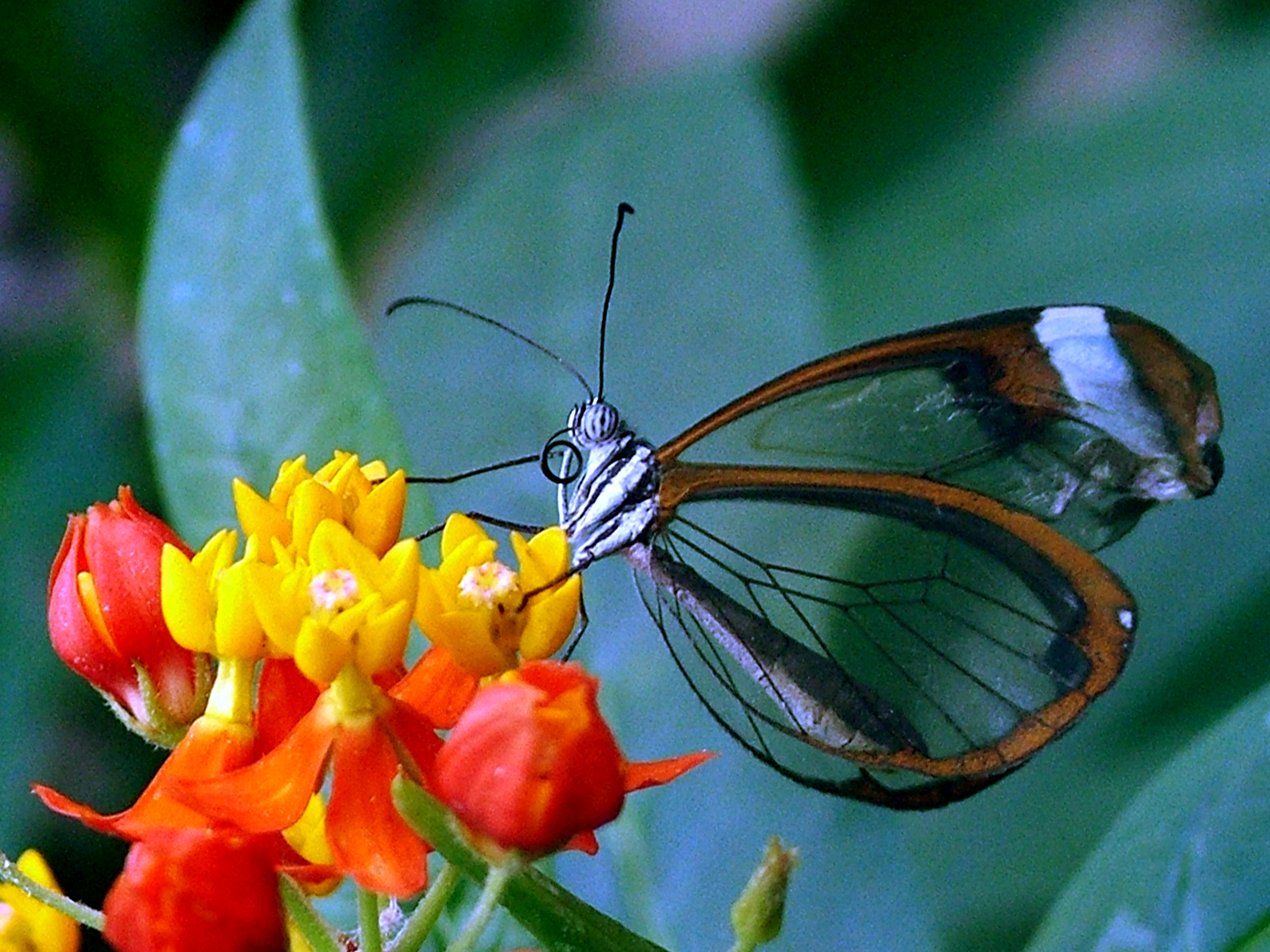
De vleugels van de vlinder Greta morgane heeft transparante vensters van ongeschubde cellen.

Transparantie of doorzichtigheid is de mate waarin men door een materiaal heen kan kijken. Dit is onder andere afhankelijk van de mate waarin een materiaal licht doorlaat (ook wel aangeduid met doorschijnendheid, lichtdoorlaat of lichttransmissie), de mate van lichtabsorptie en de lichtrefractie. Een materiaal is niet of weinig transparant als het opaak is, of als het licht in hoge mate divergent afgebroken wordt (zoals bij matglas).
Sommige mineralen die in grotere stukken opaak zijn blijken in zeer dunne splinters (< 0,1 mm) vaak doorschijnend.